# Campamento de Deir Ammar
El campamento de Deir Ammar (en árabe: مخيّم دير عمّار‎) es un campamento de refugiados palestino en la Gobernación de Ramala y al-Bireh, ubicado a unos 20 kilómetros al noroeste de Ramala, en Cisjordania (Palestina). Según la Oficina Central de Estadísticas de Palestina (PCBS), el campamento tenía una población de 2.229 habitantes a mediados del año 2006. Por su parte, UNRWA tiene registrados unos 2.500 refugiados en el campamento.

## Historia

### Creación y ocupación jordana
El campamento de Deir Ammar se estableció en 1949 en una parcela de tierra que pertenecía a los habitantes del vecino pueblo de Deir Ammar. A cambio, los servicios e instalaciones que UNRWA  gestiona en el campamento se hicieron también extensivos para sus vecinos sin estatus de refugiados. El objetivo inicial de los campamentos de UNRWA fue el de dar cobijo a cientos de miles de refugiados palestinos que habían huido o habían sido expulsados de sus tierras por el avance de las tropas israelíes durante la guerra árabe-israelí de 1948, en lo que el mundo árabe ha dado en llamar la Nakba. En concreto, en el campamento de Deir Ammar se establecieron refugiados provenientes de diversas aldeas (Bayt Nabala, Der Tareef, Tiret Dandan o Sakiya, entre otras) destruidas del área de Jaffa, Ramla y Lod, lugares estos últimos donde el ejército israelí desarrolló una campaña de limpieza étnica. Tras finalizar dicha guerra, toda Cisjordania quedó bajo un régimen de ocupación jordana. 

### Ocupación israelí
Poco antes de 1967, un censo de OCHA fijaba su población en 2.048 habitantes. Desde la guerra de los Seis Días en 1967, el campamento de Deir Ammar y el resto de Cisjordania han permanecido bajo ocupación israelí. Desde los Acuerdos de Oslo de 1995, el campamento se encuentra en la denominada Zona B, de administración civil palestina y administración militar israelí. Una serie de asentamientos israelíes rodean tanto el campamento como la aldea de Deir Ammar, siendo todos ellos ilegales según el derecho internacional. Sin embargo, el hecho de que se acceda a ellos por carreteras solo para judíos y que se encuentren relativamente lejos del campamento ha hecho que los enfrentamientos entre palestinos e israelíes sean relativamente poco frecuentes. En todo caso, la vida diaria de los habitantes del campamento se ha visto dificultada por los puestos de control militares, asentamientos, toques de queda, carreteras solo para colonos y campamentos militares israelíes. Por ejemplo, el asentamiento israelí de Talmon se encuentra a kilómetro y medio al sureste de Deir Ammar, mientras que el asentamiento de Na'aleh se halla a dos kilómetros hacia el oeste. Está previsto que una sección del muro de separación israelí rodee este último asentamiento en un futuro cercano. Además, los asentamientos de Nahl'iel y Hallamish terminan de rodear el campamento por el norte y el este, mientras que la carretera 463, de uso exclusivo para colonos israelíes, pasa a un kilómetro y medio al sur de Deir Ammar.
Un habitante de 26 años del campamento llamado 'Umran al-'Odeh murió el 8 de abril de 2002 en la vecina 'Ein 'Arik por disparos de soldados israelíes. De acuerdo con la organización pacifista israelí B'Tselem, no participaba en enfrentamiento alguno cuando fue abatido.

## Geografía
El campamento se encuentra en lo alto de una colina y en un ambiente rural. La superficie municipal de Deir Ammar se encuentra integrada en su totalidad en la de la vecina Al Itihad desde 1997. Del total de su superficie, 120 dunums (0,12 kilómetros cuadrados) se consideran zona edificada, mientras que otros 8 son zona agrícola. El campamento se encuentra a una altitud de 547 metros por encima del nivel del mar, con una temperatura media anual de 17 grados y una humedad media anual de aproximadamente el 61%.

## Infraestructuras
Todas las viviendas del campamento están conectadas a la red eléctrica y tienen acceso a agua corriente. Sin embargo, no hay sistema de alcantarillado en el campamento y las casas vierten sus residuos a letrinas conectadas a pozos de infiltración. La mayoría de las calles principales del campamento están bien asfaltadas y mantenidas, si bien las calles menores suelen tener menos de dos metros de ancho, con los problemas de circulación que esto supone.

### Educación
UNRWA gestiona dos escuelas en el campamento de Deir Ammar, que dan cobertura a más de 800 alumnos. La escuela femenina fue construida en el año 2006, mientras que la masculina se vio renovada en 2004 y expandida en 2011. Ambas escuelas cuentan con bibliotecas y laboratorios y se encuentran en buen estado de mantenimiento. Ambas proporcionan clases de refuerzo en árabe y matemáticas durante los sábados. La relativamente baja densidad de población del campamento hace que las escuelas cuente con zonas de recreo y pistas deportivas, algo bastante raro para los campamentos de refugiados palestinos.

### Sanidad
El centro de salud del campamento, gestionado por UNRWA y expandido en 2006, proporciona una atención sanitaria básica tanto a los habitantes del campamento de Deir Ammar como a los de la aldea homónima. Este centro de salud provee a los habitantes del campamento de atención reproductiva, pediatría, vacunación, chequeos y tratamiento para enfermedades tanto contagiosas como no contagiosas. Un dentista visita el centro médico dos días a la semana, que carece de atención psicológica y de máquina de rayos X, servicios para los cuales los habitantes del campamento deben viajar a Ramala. Aunque se han hecho progresos últimamente para reducir la ratio de pacientes diarios, el número de consultas atendidas por cada doctor sigue siendo muy alto.

### Servicios sociales
Unos 190 refugiados del campamento (un 7,5% del total de refugiados inscritos) reciben lotes de comida de UNRWA por su situación de especial pobreza. Además, el Programa de Emergencia Dinero-Por-Trabajo proporciona oportunidades laborales dentro del campamento con una duración máxima de tres meses, especialmente centradas en familias que no pueden obtener los alimentos que necesitan. Estos trabajos incluyen la construcción de aceras y la rehabilitación de espacios públicos, entre otros.

## Economía
El campamento de Deir Ammar se encuentra en un ambiente eminentemente rural, pero la relativa accesibilidad de los mercados laborales palestino e israelí le han proporcionado una estabilidad económica extraña en la mayoría de campamentos de refugiados palestinos. Por otro lado, se encuentra relativamente aislado del resto de Cisjordania, lo que supone ciertos problemas a la hora de organizar el transporte de sus habitantes. En torno a la mitad de la población del campamento se emplea en el mercado laboral israelí, mientras que un 40% son empleados por cuenta ajena, un 7% se dedica al comercio y el 3% restante al sector servicios.